# خوسيه روميرو خيمينيث
خوسيه روميرو خيمينيث (بالإسبانية: José Romero Jiménez)‏، الملقب بـخوسيليتو (من مواليد 23 يناير 1985 في زالمية لا ريال، ولبة)، هو لاعب كرة قدم إسباني الذي يلعب لنادي سي دي غيخويلو في مركز المهاجم.

## وصلات خارجية
- خوسيه روميرو خيمينيث على موقع قاعدة بيانات كرة القدم.إي يو (الإنجليزية)
- خوسيه روميرو خيمينيث على موقع Soccerway.com (الإنجليزية)
- خوسيه روميرو خيمينيث على موقع AS.com (الإسبانية)

- BDFutbol profile
- Futbolme profile (بالإسبانية)
- PlayerHistory profile